# Paraíso (Nova Iguaçu)
Paraíso é um bairro do município brasileiro de Nova Iguaçu. Faz parte da URG Km 32, que é formada, além do bairro Paraíso, pelos bairros Km 32, Jardim Guandu e Prados Verdes,
Cresceu em numero de habitantes nos ultimos 15 anos. Sua Localização é próxima a Av. Brasil. Tem fácil acesso a outros Municípios, como Itaguaí, Seropédica e Rio de Janeiro. O Bairro do Rio mais frequentado por seus moradores é Campo Grande, pois lá fica o centro comercial mais completo e de mais rápido acesso. Bem no limite da URG Km32 com Campo Grande, fica a AmBev, maior fábrica da América Latina. O comércio local é bem desenvolvido, e ganhou força quando foi aberta uma filial dos Supermercados Vianense, no Bairro Jardim Guandu. Em 2014, o bairro recebeu o primeiro Shopping Popular da região, que conta com mais de 50 lojas, incluindo uma Casa Lotérica. Tem uma linha que faz ponto final no Bairro, a linha 547 da Ponte coberta, Sepetiba-Jardim Paraíso.
Linhas de Ônibus
--Intermunicipais--
- Ponte Coberta - 742P - Campo Grande - Cabuçu (Via West Shopping)

- Ponte Coberta - 547P - Jardim Paraíso - Sepetiba

- Ponte Coberta - 548P - Campo Grande - Nilópolis

- Ponte Coberta - 705P - Bangu - Edson Passos

- Ponte Coberta - 450T - Nova Iguaçu - Itacuruçá (Via Av. Brasil)

- Flores - 120T - Caxias - Itaguaí (Via Seropédica/Reta do Piranema)

- Real Rio - 713B - Coelho Neto (Metrô) - Cabuçu

- Real Rio - 444B - Central (Candelária) - Cabuçu (Parador - Rápido - Expresso)

- Real Rio - 446B - Central (Candelária) - Lagoinha (Parador)

--Municipais--
- Glória - 02 - Km32 - Nova Iguaçu (centro)

- Glória - 15 - Prados Verdes - Nova Iguaçu (centro)

## Delimitação
053 – BAIRRO PARAÍSO - Começa no encontro da Linha de Transmissão da Light com a Cota Altimétrica de 100(cem) metros. O limite segue por esta cota altimétrica até a Linha Delimitadora do Loteamento Parque Paulicéa (PAL 51/59), segue por esta linha delimitadora (no sentido Oeste), até a Variante da Antiga Estr. Rio-São Paulo, segue por esta (excluída) até o Antigo Ramal Austin-Santa Cruz, segue pelo eixo deste ramal até a Rua Estephânia Eloy, segue por esta (excluída) até a RJ105 – Av. Abílio Augusto Távora, segue por esta (incluída) até a Estr. Grão Pará, segue por esta (incluída) até a Linha de Transmissão da Light, segue pelo eixo desta linha de transmissão (no sentido Sudeste), até o ponto inicial desta descrição.